# 國領站
國領站（日语：／ Kokuryō eki */?）是位於東京都調布市國領町，屬於京王電鐵京王線的鐵路車站。車站編號是KO16。站名取自附近的地名「國領町」，而當地因奈良時代至平安時代為朝廷的直轄地（國領）而得名。

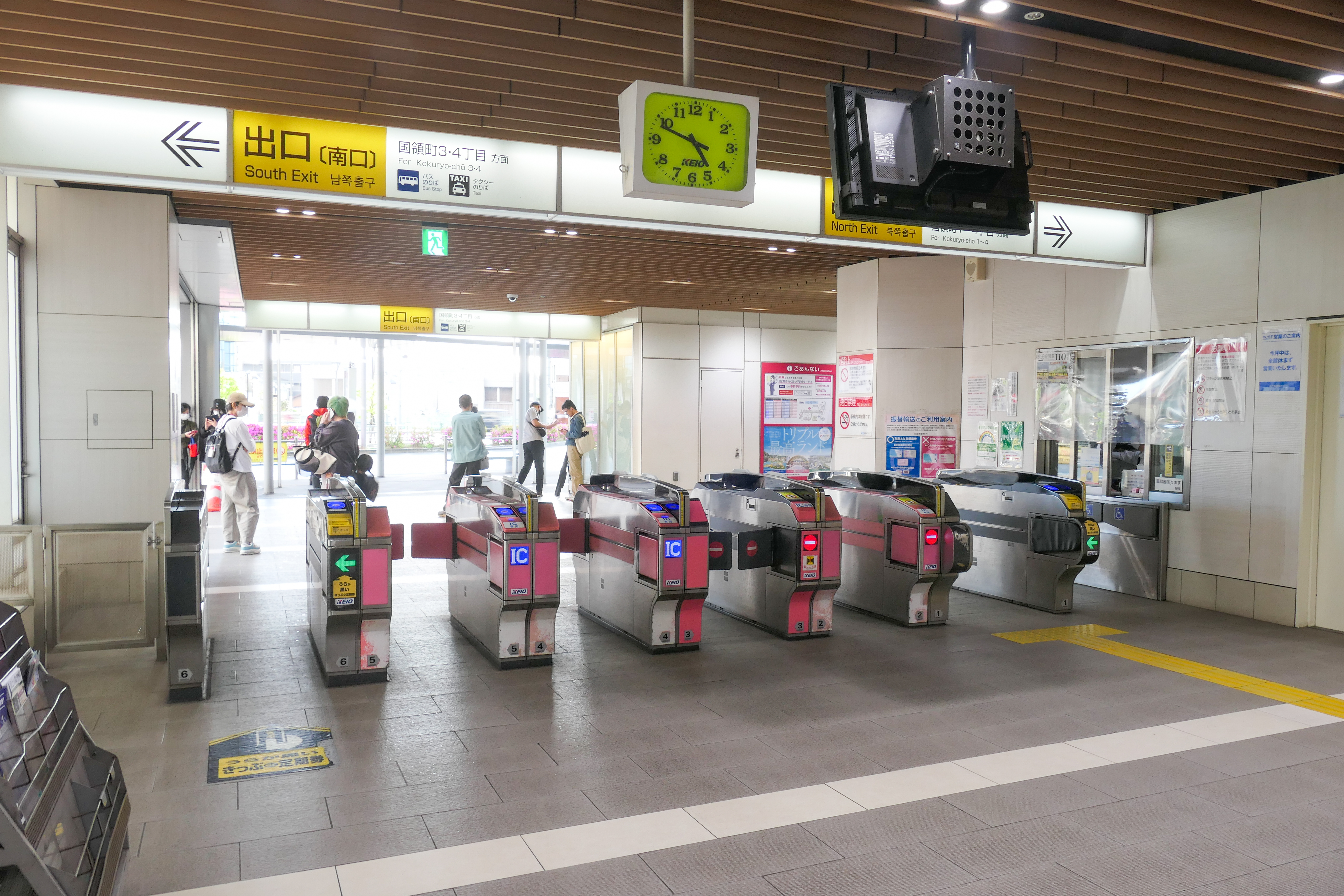
驗票閘口（2023年4月）

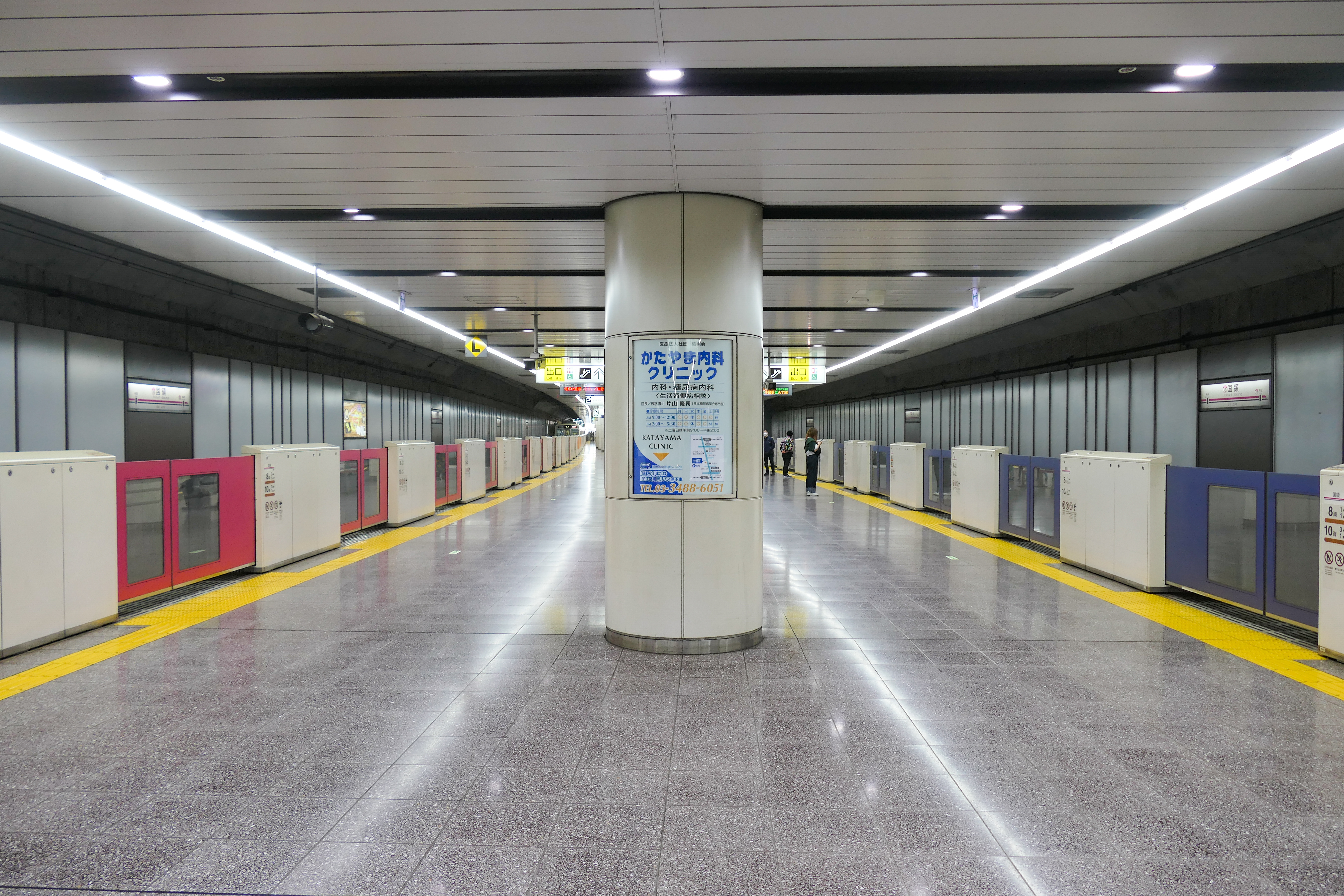
月台（2023年4月）

## 歷史
- 1913年4月15日，京王電氣軌道車站啟用，當時車站位於甲州街道北邊。站名則多次變更為國領站或北浦站等等。
- 1927年12月17日，搬至現址，並且改建為側式月台兩面兩線的地面車站。
- 1944年5月31日，京王與東京急行電鐵合併後，國領站成為京王線車站。

- 1948年6月1日，東急與京王帝都電鐵分拆，國領站成為京王車站。
- 1963年10月1日，準急停駛。國領站只停各站停車。
- 2006年
  - 11月12日，往柴崎方向改用臨時線。
  - 12月3日，往布田方向改用臨時線。
- 2007年3月4日，原本的地下站停止使用，改用臨時跨站式站房，站內電梯啟用。
- 2008年
  - 3月16日，往布田方向路線完工，啟用單式月台。
  - 3月27日，在車站地盤發現二戰遺留下來的炸彈。
  - 5月18日，為了處理炸彈，京王線杜鵑丘 - 調布路段停駛。
  - 7月6日，往柴崎方向路線完工，改為單面兩線島式月台配置。
- 2012年
  - 8月19日，改建為地下站。
  - 8月26日，啟用月台閘門。
- 2013年2月22日，以KO16作為本站的編號。
- 2021年10月31日晚上7時56分左右，在一列由京王八王子開往新宿的特急列車上，一名24歲的男子持刀襲擊車廂內的乘客，並縱火及淋潑疑似汽油液體，造成17人受傷。列車緊急於原不停靠的本站停車，乘客慌忙逃生，調布市警察到場後隨即在列車上將疑犯拘捕。受事件影響，京王線飛田給～杜鵑丘及相模原線調布～若葉台需暫停服務[2]。

## 車站構造
本站為擁有島式月台1面2線的地下車站，從新宿方向可見鐵路隧道口。

### 月台配置
| 月台 | 路線   | 方向 | 目的地                               |
| ---- | ------ | ---- | ------------------------------------ |
| 1    | 京王線 | 下行 | 調布、橋本、京王八王子、高尾山口方向 |
| 2    | 京王線 | 上行 | 明大前、笹塚、新宿、新宿線方向       |

### 車站設施
- 廁所
- 公共電話
- 自動販賣機
- 待車室
- 電梯
- 電扶梯
- 月台門 - 2012年8月26日啟用。

## 利用狀況
2016年度一日平均上下車人次為38,921人。是京王線所有僅停靠各站停車的車站中，上下車人次最高的車站。
| 年度               | 一日平均 上下車人次 | 一日平均 上車人次 | 來源   |
| ------------------ | ------------------- | ----------------- | ------ |
| 1955年（昭和30年） | 8,477               |                   |        |
| 1960年（昭和35年） | 12,639              |                   |        |
| 1965年（昭和40年） | 17,679              |                   |        |
| 1970年（昭和45年） | 16,718              |                   |        |
| 1975年（昭和50年） | 13,510              |                   |        |
| 1980年（昭和55年） | 17,968              |                   |        |
| 1985年（昭和60年） | 20,489              | 10,128            |        |
| 1990年（平成02年） | 27,089              | 13,450            | [ 4 ]  |
| 1991年（平成03年） |                     | 14,150            | [ 5 ]  |
| 1992年（平成04年） |                     | 13,929            | [ 6 ]  |
| 1993年（平成05年） |                     | 13,948            | [ 7 ]  |
| 1994年（平成06年） |                     | 13,885            | [ 8 ]  |
| 1995年（平成07年） | 28,317              | 14,004            | [ 9 ]  |
| 1996年（平成08年） |                     | 14,101            | [ 10 ] |
| 1997年（平成09年） | 28,653              | 14,180            | [ 11 ] |
| 1998年（平成10年） | 28,476              | 14,060            | [ 12 ] |
| 1999年（平成11年） | 28,662              | 14,195            | [ 13 ] |
| 2000年（平成12年） | 29,948              | 14,931            | [ 14 ] |
| 2001年（平成13年） | 31,136              | 15,520            | [ 15 ] |
| 2002年（平成14年） | 31,102              | 15,513            | [ 16 ] |
| 2003年（平成15年） | 31,828              | 15,897            | [ 17 ] |
| 2004年（平成16年） | 33,289              | 16,685            | [ 18 ] |
| 2005年（平成17年） | 35,086              | 17,617            | [ 19 ] |
| 2006年（平成18年） | 35,522              | 17,790            | [ 20 ] |
| 2007年（平成19年） | 37,175              | 18,557            | [ 21 ] |
| 2008年（平成20年） | 38,184              | 19,074            | [ 22 ] |
| 2009年（平成21年） | 37,827              | 18,911            | [ 23 ] |
| 2010年（平成22年） | 37,745              | 18,869            | [ 24 ] |
| 2011年（平成23年） | 37,508              | 18,775            | [ 25 ] |
| 2012年（平成24年） | 38,285              | 19,148            | [ 26 ] |
| 2013年（平成25年） | 39,103              |                   | [ 3 ]  |
| 2014年（平成26年） | 39,046              |                   | [ 3 ]  |
| 2015年（平成27年） | 38,666              |                   | [ 3 ]  |
| 2016年（平成28年） | 38,921              |                   | [ 3 ]  |

## 車站周邊
車站南北兩側因進行再開發，景觀正逐漸變化。

### 北口
- Kokuti（コクティ） - 上層為住宅的34層高樓，下層是2004年10月6日開幕的西友國領店[27]。
- 國道20號（甲州街道）
- 調布郵便局（日语：調布郵便局）
- 警視廳調布警察署（日语：調布警察署）
- 調布市立第七中學校（日语：調布市立第七中学校）

### 南口
- 熊王
- KOKO SQUARE（ココスクエア） - 面對車站圓環的大樓。2000年（平成12年）完成。下層是2000年6月22日開幕的丸悅（日语：マルエツ）國領店[28]。
- 東京都道11號大田調布線（日语：東京都道11号大田調布線）（狛江通）
- 都營樟樹（くすのき）住宅
- 調布市立國領圖書館
- 調布市立第六中學校
- 東京慈惠會醫科大學國領校區
  - 東京慈惠會醫科大學附屬第三醫院（日语：東京慈恵会医科大学附属第三病院）
- 日本宏利生命保險本社
- 伊藤洋華堂國領店 - 2004年（平成16年）12月2日開幕[29]。

### 巴士路線
- 國領站（小田急巴士（日语：小田急バス））
  - 境91（日语：小田急バス狛江営業所）：經調布站北口、武藏境營業所（日语：小田急バス武蔵境営業所）往武藏境站南口 / 往狛江營業所（日语：小田急バス狛江営業所）、狛江站北口

## 相片集

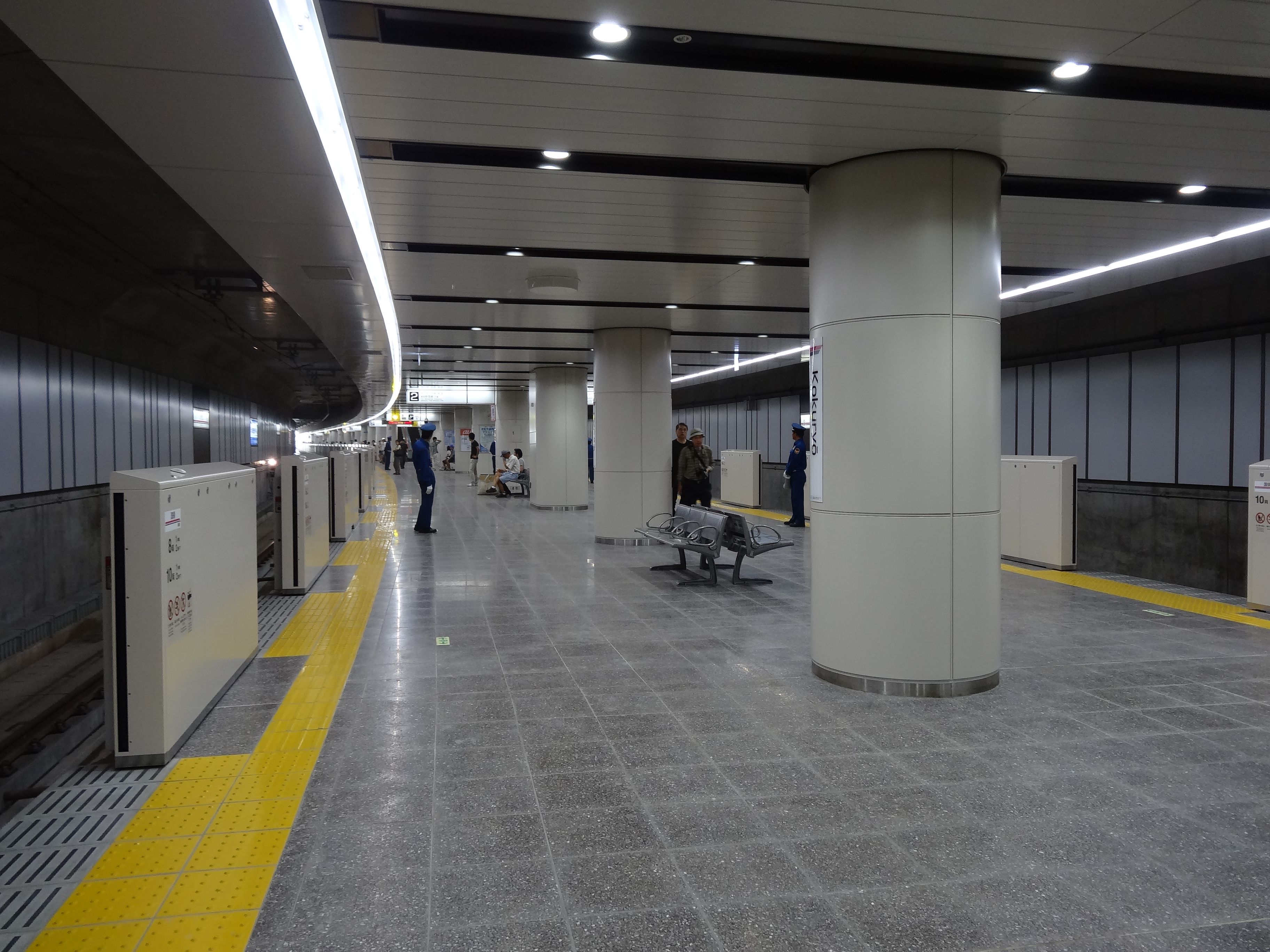
地下化後的月台（2012年8月）
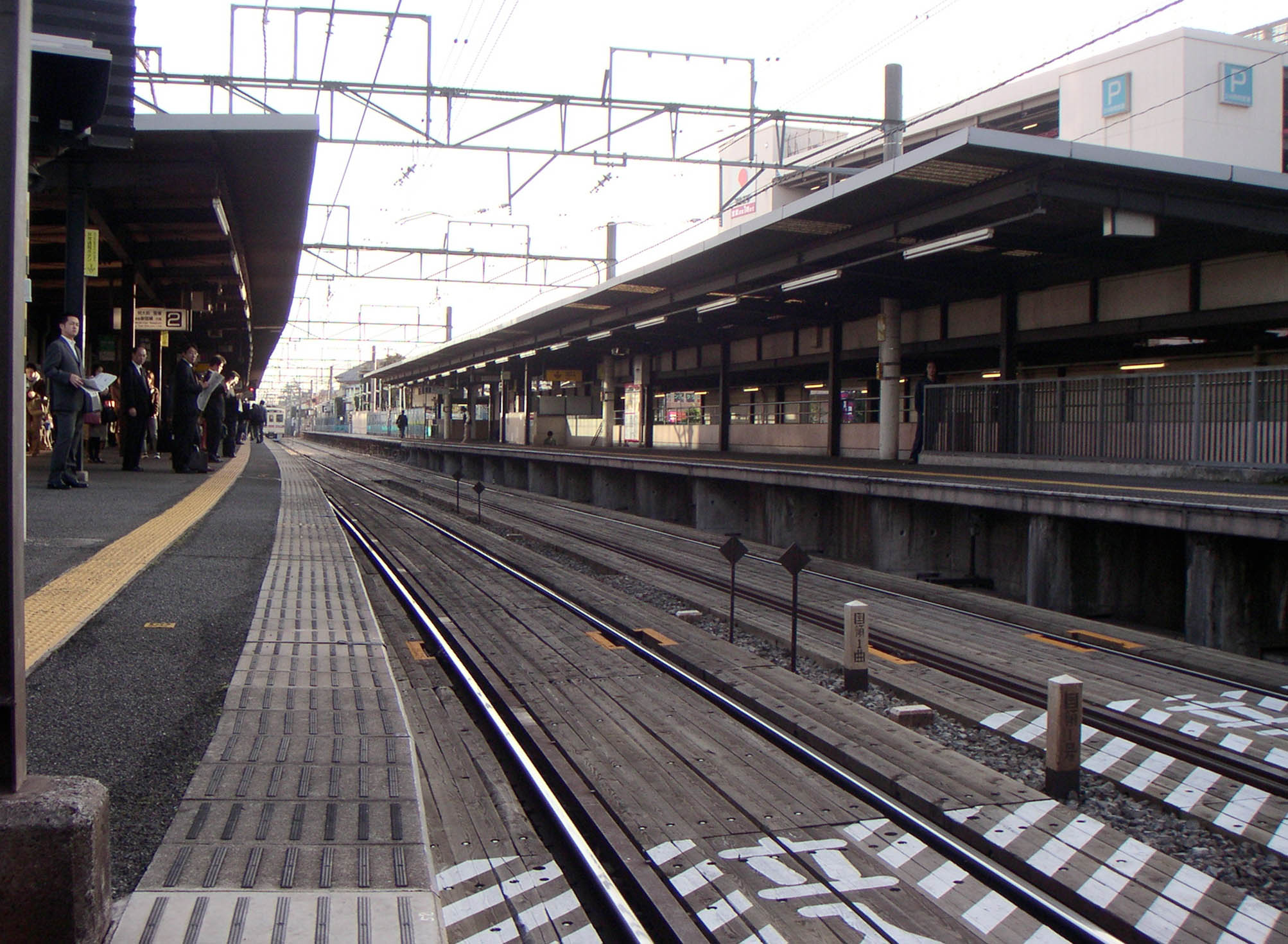
相對式時代的月台（2005年11月）
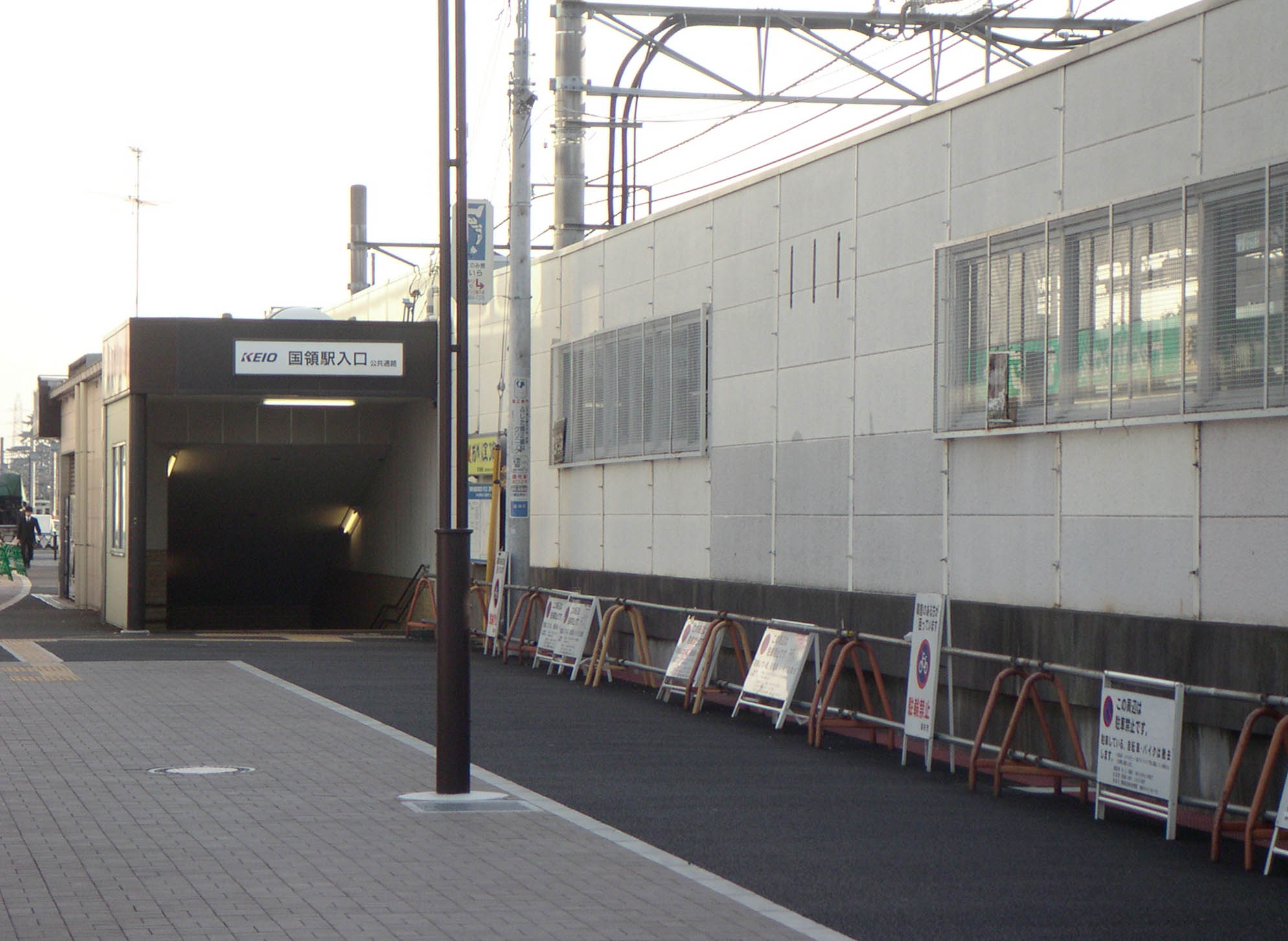
2007年以前的北口站房（2005年11月）

## 相鄰車站
京王電鐵
 京王線
■特急、■準特急、■急行、■區間急行、■快速
通過
■各站停車
柴崎（KO15）－國領（KO16）－布田（KO17）

## 外部連結
- 國領 - 京王電鐵

35°39′1″N 139°33′31″E / 35.65028°N 139.55861°E